# Burundi

Położenie Burundi w Afryce

Burundi (wym. [buˈɾundi]), oficjalnie Republika Burundi (rundi Republika y’Uburundi; fr. République du Burundi) – państwo śródlądowe położone w Afryce Wschodniej. Graniczy z Rwandą od północy, Tanzanią od wschodu i południa, oraz z Demokratyczną Republiką Konga od zachodu.
Burundi nie ma dostępu do morza, lecz większość południowo-zachodniej granicy stanowi jezioro Tanganika, jedno z Wielkich Jezior Afrykańskich.
Tereny państwa były zamieszkane przez ludy Twa, Tutsi i Hutu. Burundi było rządzone przez królów Tutsi przez ponad 500 lat. Jednakże na początku XIX wieku, Niemcy i Belgowie zajęli te tereny, przez co Burundi była częścią kolonii Ruanda-Urundi.
Po uzyskaniu niepodległości państwo było niestabilne. Przyczyną takiego stanu był brak równowagi między pozycją polityczną Tutsi a Hutu. Burundi później stało się prezydencką republiką demokratyczną, co zażegnało niepokoje.
Burundi jest jednym z najbiedniejszych państw świata. Ma najniższy produkt krajowy brutto na osobę na świecie. Bieda jest spowodowana głównie konsekwencjami wojen. Mimo biedy oraz masowej emigracji Burundi jest dość gęsto zaludnione. Podstawowymi zasobami naturalnym kraju są kobalt, miedź oraz cukier i kawa.

## Historia

Flaga Burundi (1962–1966)

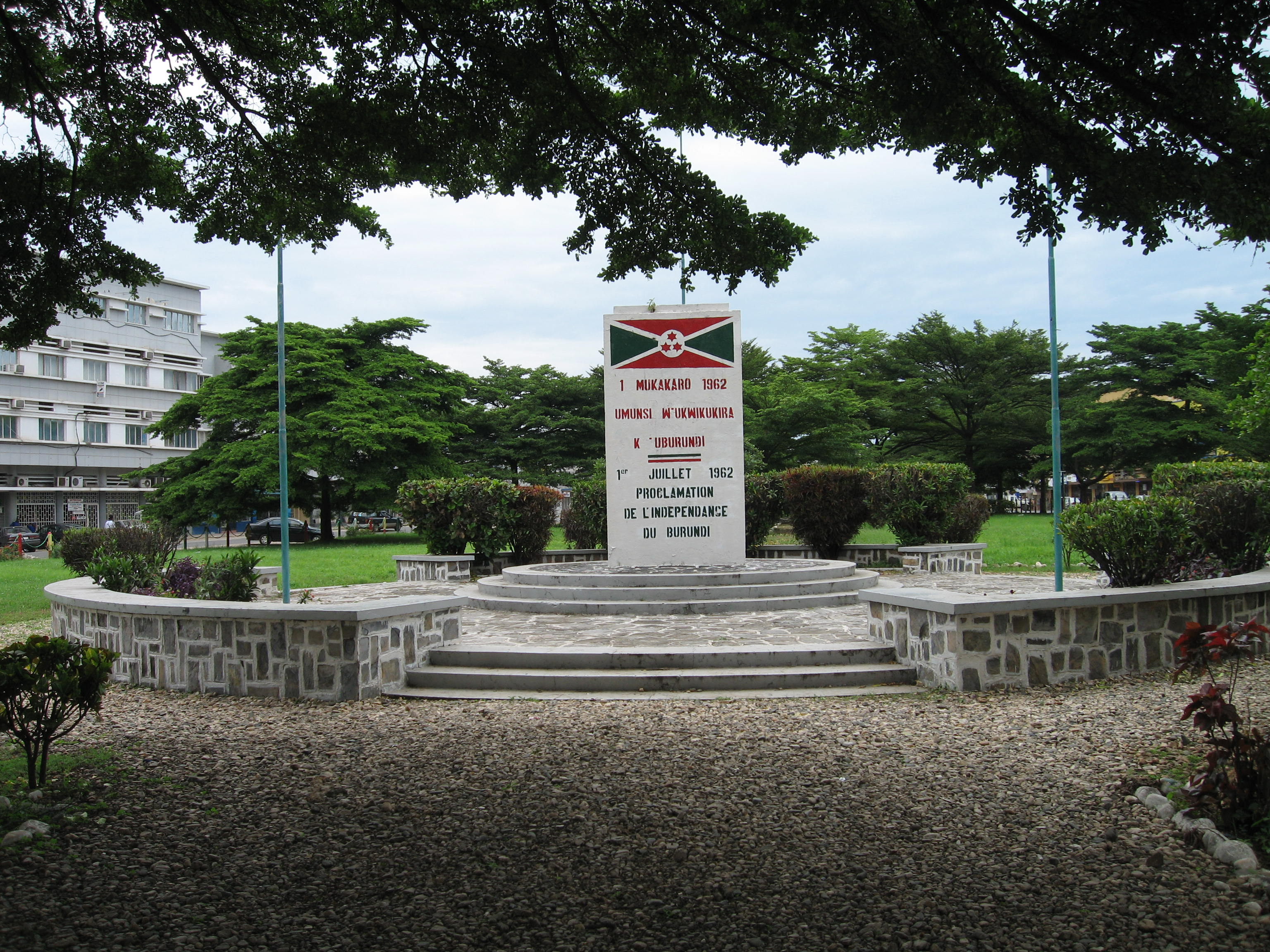
Plac niepodległości w Bużumburze

Na długo przed powstaniem wielu państw europejskich, na obszarze współczesnego Burundi narodziło się państwo o ustroju monarchicznym oraz oryginalnej i skomplikowanej strukturze społecznej. Hutu i Tutsi – dwie największe grupy etniczno-społeczne zamieszkujące Burundi – dzielił przede wszystkim status społeczny i ekonomiczny. Hutu trudnili się zazwyczaj uprawą roli, podczas gdy Tutsi byli znani ze swych tradycji pasterskich. Pomiędzy obiema grupami panowały powiązania typu klientelistycznego. Początki królestwa Burundi oraz etnogeneza ludów zamieszkujących jego terytorium pozostają jednak bardzo trudne do ustalenia z powodu braku jakichkolwiek źródeł pisanych. Dostępne informacje opierają się wyłącznie na przekazach ustnych i są trudne do zweryfikowania.
Na mocy postanowień konferencji berlińskiej (1884–1885), przesądzającej o podziale Afryki pomiędzy europejskie mocarstwa kolonialne, terytoria współczesnej Rwandy i Burundi zostały przyznane Cesarstwu Niemieckiemu. Początek obecności militarnej Niemiec na terytorium Burundi datowany jest jednak dopiero na rok 1896, kiedy to we wsi Usumbura ustanowiony został niemiecki posterunek wojskowy. W 1899 roku utworzony został dystrykt o nazwie Ruanda-Urundi . Niemieckie rządy w Burundi zakończyła I wojna światowa. Na mocy postanowień traktatu wersalskiego kolonię przekształcono w terytorium mandatowe Ligi Narodów, administrowane przez Belgię . Po zakończeniu II wojny światowej Ruanda-Urundi została przekształcona w terytorium powiernicze ONZ, pozostające nadal pod władzą Belgii. W Burundi zaczęły już wówczas narastać tendencje niepodległościowe, których wyrazicielem stała się przede wszystkim powstała w 1957 roku Partia Jedności i Postępu Narodowego Burundi (Parti de l’Union et du Progrès National – UPRONA).
Burundi, podobnie jak sąsiednia Rwanda, uzyskało niepodległość 1 lipca 1962 roku. O ile jednak w Rwandzie doszło wcześniej do krwawego powstania ludowego, które przyniosło obalenie tamtejszej monarchii Tutsi oraz utworzenie republiki całkowicie zdominowanej przez Hutu, o tyle Burundi rozpoczęło niepodległy byt jako monarchia konstytucyjna, w której duże wpływy zachowali Tutsi. Pod wpływem szeregu czynników relacje pomiędzy obiema grupami etnicznymi szybko uległy jednak gwałtownemu pogorszeniu. Nieudany zamach stanu, przeprowadzony przez grupę oficerów Hutu w październiku 1965, umożliwił kontrolowanej przez Tutsi armii zdobycie dominującego wpływu na sprawy państwa. Po kilkumiesięcznym okresie trudnej koabitacji wojsko obaliło monarchię i proklamowało powstanie tzw. Pierwszej Republiki (28 listopada 1966). W kolejnych latach wojskowy reżim systematycznie ograniczał wpływy Hutu w życiu politycznym, siłach zbrojnych i administracji. Nieudane powstanie Hutu, które pod koniec kwietnia 1972 wybuchło w południowych prowincjach Burundi, dało rządowi pretekst do dokonania eksterminacji elity społecznej Hutu. Od końca kwietnia do września 1972 zamordowano w Burundi od 100 do 300 tys. Hutu, a co najmniej 150 tys. zmuszono do ucieczki z kraju. Był to pierwszy odnotowany przypadek ludobójstwa w historii postkolonialnej Afryki. Rzezie z 1972 roku ostatecznie utwierdziły status Tutsi jako warstwy dominującej. Przez następnych 16 lat władza, wpływy, przywileje i bogactwo były zastrzeżone wyłącznie dla przedstawicieli tej grupy etnicznej, podczas gdy Hutu blokowano dostęp do edukacji oraz pozbawiano ich możliwości służby w strukturach militarnych lub pracy w administracji państwowej. W sierpniu 1988 w gminach Ntega i Marangara na północy kraju wybuchło spontaniczne powstanie Hutu, wywołane prowokacjami lokalnych urzędników Tutsi oraz obawami przed powtórzeniem ludobójstwa z 1972 roku. W trakcie kilkudniowych zamieszek zostało zabitych kilkuset Tutsi. W odwecie rządowa armia zamordowała od 15 do 30 tys. Hutu, a kolejnych 50 tys. zmusiła do ucieczki z kraju.
Pod naciskiem społeczności międzynarodowej rząd prezydenta Pierre’a Buyoyi był wówczas zmuszony podjąć daleko idące reformy. 1 czerwca 1993 przeprowadzono pierwsze w historii Burundi wolne wybory prezydenckie, których bezapelacyjnym zwycięzcą okazał się kandydat umiarkowanej opozycji Hutu, Melchior Ndadaye. Partia Ndadaye – Front pour la Démocratie au Burundi (FRODEBU) – odniosła również całkowite zwycięstwo w przeprowadzonych 29 czerwca 1993 wyborach parlamentarnych. Ekstremistyczna frakcja Tutsi, wciąż zachowująca duże wpływy w armii i aparacie państwowym, nie potrafiła się jednak pogodzić z utratą monopolu władzy. 21 października 1993 doszło do próby zamachu stanu, w trakcie której, zbuntowani żołnierze zamordowali Ndadaye oraz kilku jego najbliższych współpracowników. Na wieść o śmierci prezydenta wieśniacy Hutu przystąpili do masowych pogromów Tutsi, na co zdominowana przez Tutsi armia odpowiedziała zakrojonymi na szeroką skalę odwetowymi masakrami Hutu. W wyniku obustronnych pogromów zginęło prawdopodobnie od 30 do 100 tys. ludzi. Śmierć Ndadaye i będące jej konsekwencją rzezie na tle etnicznym skutecznie zahamowały proces demokratyzacji, zniszczyły rodzący się konsensus międzyetniczny oraz trwale zdestabilizowały państwo. Wkrótce rozpoczęła się otwarta wojna domowa pomiędzy rządową armią a partyzanckimi ugrupowaniami Hutu. Konflikt pochłonął łącznie ok. 300 tys. ofiar oraz całkowicie zrujnował gospodarkę kraju. Wojnę domową zakończyło dopiero podpisanie porozumień pokojowych w Aruszy (2000) i Dar es Salaam (2003), dzięki którym możliwe stało się zawieszenie broni i przeprowadzenie demokratycznych wyborów w lipcu 2005 roku. Ostatnie ugrupowanie rebelianckie złożyło jednak broń dopiero w kwietniu 2009 roku.
Pod koniec grudnia 2018 roku prezydent Burundi zadecydował o przeniesieniu stolicy kraju z Bużumbury do znajdującego się o ok. 100 km na wschód miasta Gitega. Decyzja została zaakceptowana przez parlament, natomiast jej całkowite wdrożenie w życie ma zająć 3 lata. Obecnie siedziba rządu oraz parlamentu w dalszym ciągu znajduje się w Bużumburze.

## Ustrój polityczny

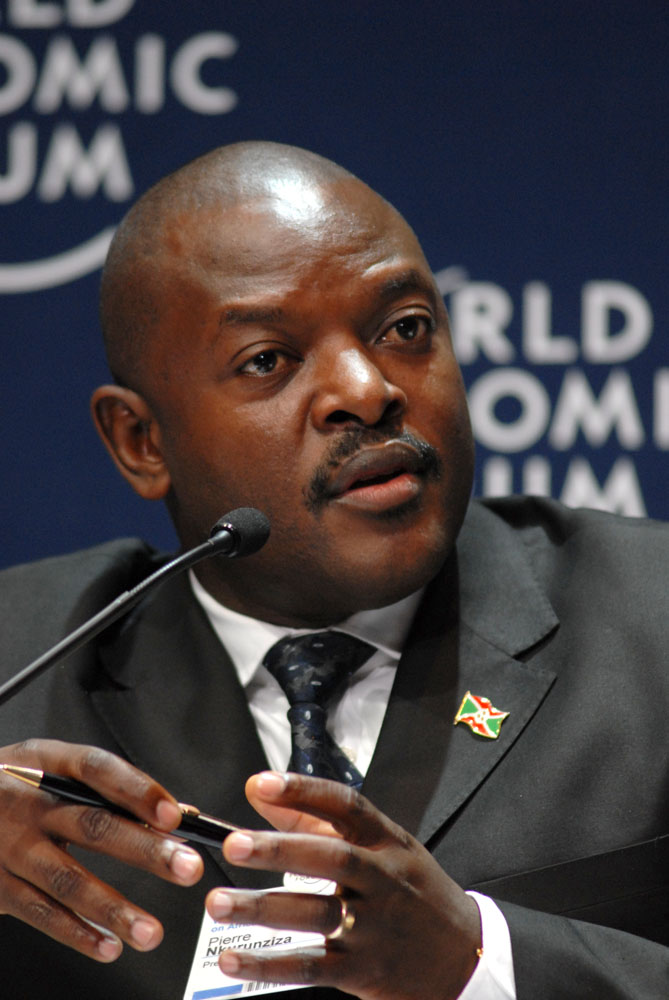
Pierre Nkurunziza – prezydent Burundi w latach 2005–2020

Burundi jest republiką prezydencką z demokracją pośrednią opierającą się na wielopartyjnym parlamencie. Prezydent jest jednocześnie głową państwa, jak i przewodniczącym parlamentu. W Burundi działa 21 partii politycznych. 13 marca 1992 lider Tutsi Pierre Buyoya ustanowił konstytucję, która doprowadziła do pluralizacji sceny politycznej 6 lat później 6 czerwca 1998 konstytucja została zmieniona: poszerzona została niższa izba parlamentu i ustanowiono dwa stanowiska wiceprezydentów. Zmiany były spowodowane przyjęciem porozumienia w Aruszy. Zmiany weszły w życie przy okazji wyborów w 2000.
Władzą ustawodawczą jest dwuizbowy parlament składający się ze Zgromadzenia Narodowego i Senatu. Od 2004 Zgromadzenie Narodowe ma 170 członków. Zgodnie z prawem Burundi w parlamencie ma być 60% Hutu, 40% Tutsi oraz 3 przedstawicieli Batwa. Dodatkowo 30% mają stanowić kobiety. Parlament jest wybierany na pięcioletnią kadencję.
Senat ma 51 członków, z czego 3 miejsca są zarezerwowane dla byłych prezydentów. Pozostałych członków wybierają kolegia elektorskie w każdej z prowincji Każde kolegium wybiera po jednym parlamentarzyście z Hutu i Tutsi. Senat ma podobnie jak Zgromadzenie kadencję 5-letnią podobnie jak w przypadku niższej izby 30% parlamentarzystów muszą stanowić kobiety.
Prezydent desygnuje członków Rady Ministrów, która również jest częścią władzy wykonawczej Prezydent może wybrać 14 członków Senatu do pomocy Radzie Ministrów. Ministrowie muszą być zaaprobowani przez większość 2/3. Prezydent wybiera również dwóch wiceprezydentów.
Najwyższym organem sądowniczym jest Sąd Najwyższy. Istnieją trzy instancje apelacyjne poniżej Sądu Najwyższego. W państwie działa 123 sądów lokalnych podlegających pod Sąd Najwyższy.

## Podział administracyjny

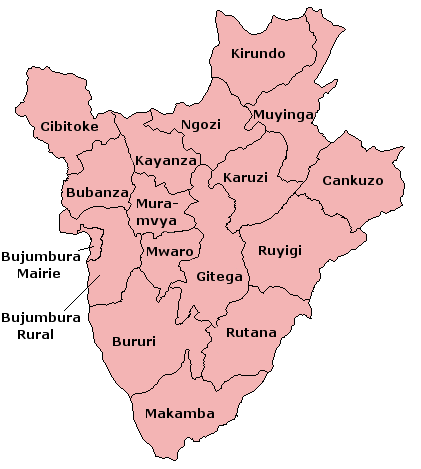
Mapa przedstawiająca podział administracyjny Burundi

Burundi jest podzielone na 17 prowincji, 117 gmin. Prowincje mają własne samorządy. W 2000 prowincja Bużumbura została podzielone na dwie: Miasto Bużumbura i Bużumbura.
1. Bubanza
2. Miasto Bużumbura
3. Bużumbura
4. Bururi
5. Cankuzo
6. Cibitoke
7. Gitega
8. Karuzi
9. Kayanza
10. Kirundo
11. Makamba
12. Muramvya
13. Muyinga
14. Mwaro
15. Ngozi
16. Rutana
17. Ruyigi

## Geografia
Burundi jest jednym z najmniejszych państw Afryki. Nie ma dostępu do morza. Na terenie kraju panuje klimat równikowy. Burundi leży na terenie Rowu Albertine znajdującego się w zachodniej części Wielkiego Rowu Wschodniego. Państwo leży na płaskowyżu w centrum Afryki. Średnia wysokość płaskowyżu wynosi 1707 m, natomiast najwyższy szczyt Heha, leżący na południowy wschód od Bużumbury, ma 2685 m. Na terenie kraju znajdują się źródła Nilu, które przez Nil Wiktorii wpadają do Jeziora Wiktorii Kolejnym ważnym zbiornikiem wodnym jest Jezioro Tanganika, zlokalizowane na południowym zachodzie kraju.
W strukturze użytkowania ziemi dominują grunty orne oraz pastwiska. Osadnictwo wiejskie prowadzi do wylesiania oraz erozji gleb. Burundi z powodu przeludnienia zostało niemal doszczętnie wylesione. Corocznie wycinane jest 9% lasów.
Na terenie kraju znajdują się dwa parki narodowe: Park Narodowy Kibira na północnym zachodzie (Na terenie Rwandy park nazywa się Park Narodowy Lasy Nyungwe) oraz Park Narodowy Ruvubu na północnymwschodzie (wzdłuż rzeki Rurubu, inne nazwy Ruvubu i Ruvuvu). Oba parki zostały założone w 1982 w celu ochrony dzikich zwierząt.

## Gospodarka

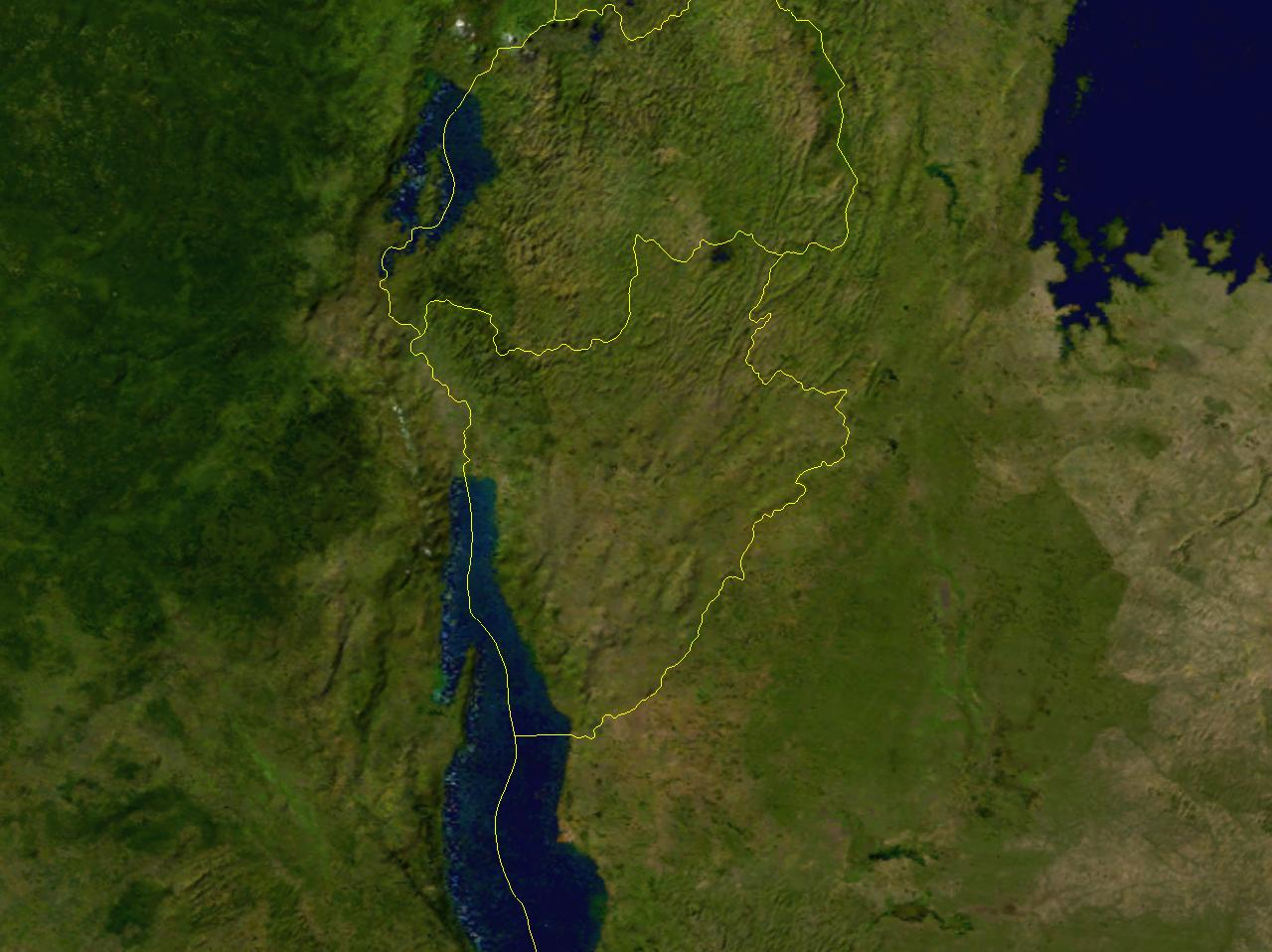
Zdjęcie satelitarne Burundi

Burundi jest słabo rozwiniętym krajem rolniczym, z zachowanymi przeżytkami ustroju rodowego. Rolnictwo zatrudnia około 91% ogółu zawodowo czynnych i dostarcza 48% (1989) produktu krajowego brutto (przemysł 10%, usługi 26%). Produkt krajowy brutto na 1 mieszkańca wynosi 261 dolarów amerykańskich (2019). W Burundi uprawia się banany, maniok, sorgo, rośliny strączkowe, kawę, herbatę, bawełnę, poza tym ryż, proso, pszenicę, tytoń. Głównie regionem rolniczym jest dolina rzeki Ruzizi. Na wyżynie hoduje się bydło domowe, kozy i owce.
Bogactwa mineralne słabo rozpoznane. Niewielkie wydobycie złota, rud wolframu, kolumbitu. Nie eksploatuje się wielkich złóż rud wanadu i niklu (jedne z większych w świecie).
Słabo rozwinięty przemysł (przetwórstwo kawy, tytoniowy, piwowarski, cementowy, produkcja środków owadobójczych) skupia się głównie w stolicy.
Brak linii kolejowej, sieć drogowa słabo rozwinięta (ponad 5 tysięcy km). Bużumbura jest portem śródlądowym i lotniczym.
Burundi ma stały ujemny bilans wymiany handlowej. Eksport głównie kawy (77% wartości eksportu), poza tym bawełny i herbaty. Handel głównie z Belgią, Niemcami i Japonią.

## Demografia

Przyrost ludności Burundi według statystyk FAO z roku 2005

Około 98,5% ludności Burundi stanowią ludy Bantu (m.in. Hutu, Tutsi, Lingala, Swahili). W kraju mieszkają także Pigmeje Twa. W miastach żyją także grupy Arabów, Azjatów i Europejczyków (głównie Francuzów). Napięcia pomiędzy różnymi grupami etnicznymi są jednym z głównych problemów tego kraju.
Burundi ma wysoki przyrost naturalny (2,87%, 2006) i jest jednym z najgęściej zaludnionych (224 mieszk. na km², 2004) i najsłabiej zurbanizowanych (9,9% ludności mieszka w miastach, 2003) krajów Afryki.
| Grupa etniczna | Język              | Liczebność w tys. | Procent ludności |
| -------------- | ------------------ | ----------------- | ---------------- |
| Hutu           | Język rundi        | 9282              | 82,76%           |
| Tutsi          | Język rundi        | 1542              | 13,75%           |
| Lingala        | Język lingala      | 167               | 1,49%            |
| Pigmeje Twa    | Język ruanda-rundi | 118               | 1,05%            |
| Hutu z Rwandy  | Język ruanda-rundi | 32                | 0,29%            |
| Swahili        | Język swahili      | 12                | 0,11%            |
| Arabowie       | Język arabski      | 3,2               | 0,03%            |
| Gudźaratowie   | Język gudźarati    | 2,8               | 0,02%            |
| Francuzi       | Język francuski    | 1,9               | 0,02%            |
| Grecy          | Język grecki       | 0,7               | 0,01%            |

### Religie i wyznania
Liczba wyznawców poszczególnych wyznań w Burundi według The ARDA (2020):
- katolicy – 63,7%  Osobny artykuł: Podział administracyjny Kościoła katolickiego w Burundi.
- protestanci – 25,2%:
  - zielonoświątkowcy – 9%,
  - anglikanie – 6,4%,
  - adwentyści dnia siódmego i inni,
- niezależne kościoły i pozostali chrześcijanie – 4,5%:
  - świadkowie Jehowy – 0,3%,  Osobny artykuł: Świadkowie Jehowy w Burundi.
- tradycyjne religie plemienne – 4,3%,
- muzułmanie – 2,1%,
- inne religie – 0,2% (gł. bahaiści i hinduiści),
- brak religii – 0,06%.

## Kultura

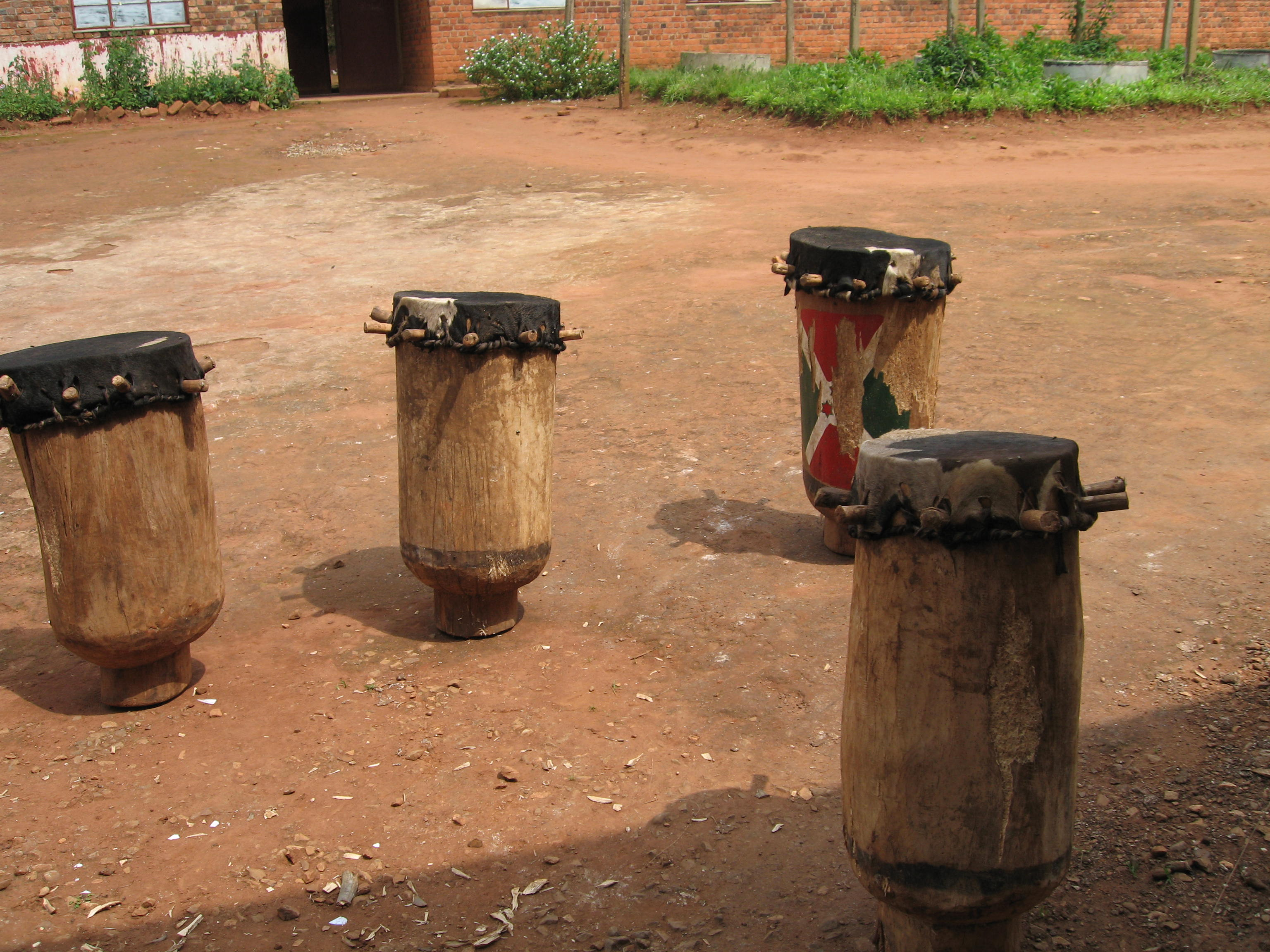
Bębny z Gitegi

Kultura Burundi opiera się na tradycjach lokalnych, na które wpływ miały również kultury krajów sąsiednich. Rozwój kultury jest utrudniony przez niepokoje społeczne. Ze względu na to, że rolnictwo jest główną gałęzią gospodarki, typowym posiłkiem Burundyjczyków są słodkie ziemniaki, kukurydza oraz fasola. Ze względu na zbyt wysokie ceny mięso jest spożywane tylko kilka razy w miesiącu, a przez najbiedniejszych tylko na największe święta, jak Boże Narodzenie czy Wielkanoc. Podczas spotkań towarzyskich Burundyjczycy piją impeke lub piwo oraz jedzą ze wspólnego naczynia, które symbolizuje jedność.